# Stephen Carpenter (guionista)
Stephen Carpenter, nascut a Weatherford (Texas) i criat a Kansas City (Missouri), és un escriptor, director i cinematògrafamb nou pel·lícules i dues obres de televisió al seu crèdit, i més en desenvolupament.
Carpenter escriu des de 7è. Es va graduar a la Universitat de Califòrnia, Los Angeles School of Theatre, Film and Television. Imparteix conferències sobre l'escriptura i l'estructura de la història a la School of Cinematic Arts de la University of Southern California.
Els seus guions inclouen El cap protagonitzada Samuel L. Jackson i Eugene Levy, De lladre a policia protagonitzada per Martin Lawrence, i altres. Ha escrit i dirigit diversos thrillers, inclosos Fugint de la foscor protagonitzat per Eliza Dushku i Casey Affleck. La seva creació més recent (2011) és la sèrie de televisió de la NBC Grimm, que es va estrenar la tardor del 2011.
La primera novel·la de Carpenter, Killer, publicada el 2010 a Amazon Kindle va ser el número 1 a les llistes de misteri/thrillers d'Amazon, i es va caracteritzar com "un debut de gran èxit" per Entertainment Weekly. El seu darrer llibre, Killer in the Hills, va ser publicat per Amazon el desembre de 2011.El desembre de 2011 estava desenvolupant una sèrie de misteri d'una hora per a NBC.
Actualment treballa en diverses sèries de Kindle Vella, Killer be Killed i The Grimm Curse.